# Clematis acerifolia
Clematis acerifolia är en ranunkelväxtart som beskrevs av Carl Maximowicz. Clematis acerifolia ingår i släktet klematisar, och familjen ranunkelväxter. Utöver nominatformen finns också underarten C. a. elobata.